# Bemlos australis
Bemlos australis är en kräftdjursart. Bemlos australis ingår i släktet Bemlos och familjen Aoridae. Inga underarter finns listade i Catalogue of Life.